# 에트르타의 폭풍우 치는 바다
에트르타의 폭풍우 치는 바다(프랑스어: Mer agitée à Étretat)는 프랑스 인상주의 화가 클로드 모네가 1883년에 그린 유화 작품이다. 현재 프랑스 리옹 미술관에 소장되어 있다.

## 상세
이 그림은 겨울날의 폭풍우 치는 바다를 묘사하고 있다. 배경 속 절벽은 프랑스 센마리팀주 에트르타 마을의 풍경으로, 모네는 1864년~1865년 겨울 동안 이 지역에 자주 머물렀다. 당시의 일상에 대해 모네는 "날씨가 거칠 때는 바깥의 바위 위에서 시간을 보냈고 [...] 당연하지만 늘 작업했다"고 쓰고 있다.
1883년 2월 에트르타를 다시 찾은 모네는 호텔 창가에서 이 그림을 그렸다. 이후 파리의 미술상인 폴 뒤랑뤼엘이 사들였으며 1902년 리옹 미술관의 소장품이 되었다. 당시 리옹 미술관은 20세기 초 인상주의 회화 작품을 선구적으로 수집한 기관으로 꼽힌다.
작품 속 구성은 총 네가지 요소가 있는데 각각 다른 기법으로 그려졌다. 중앙부는 진주빛 바다의 파도로 가득 차 있는데 자세히 보면 획마다 쉼표 형태로 그어져 있다. 앞쪽에는 작은 해변이 있고, 왼쪽에는 초가로 가득 찬 오래된 배가, 오른쪽에는 망가진 채 좌초되어 있는 배와 어부 두 명이 보인다. 왼쪽 후경에는 에트르타의 절벽이 보이고, 바위 지층에 수평선의 덤불이 덮여 있는 모습을 표현하였다. 마지막으로 그림의 윗부분은 하늘을 묘사하고 있는데, 비가 커튼처럼 휘날리는 모습으로 표현했다.

## 같이 보기
- 클로드 모네의 작품 목록

## 참고문헌
1. ↑  Haudiquet, Annette (2004). 《Vagues, autour des paysages de mer de Gustave Courbet》 (프랑스어). Expositions BNF. 2010년 3월 20일에 확인함.
2. ↑  “L'impressionnisme de France et d'Amérique : Monet, Renoir, Sisley, Degas” (PDF) (프랑스어). Musée Fabre. 13쪽. 2010년 3월 20일에 확인함.
3. ↑  “Claude Monet (Paris, 1840 – Giverny, 1926), Mer agitée à Étretat” (프랑스어). Musée des Beaux-Arts de Lyon. 2010년 3월 20일에 확인함.